# Червінський Євген Іванович
Євге́н Іва́нович Черві́нський  (1820 — близько 1890) — український архітектор середини ХІХ століття.

## Життєпис

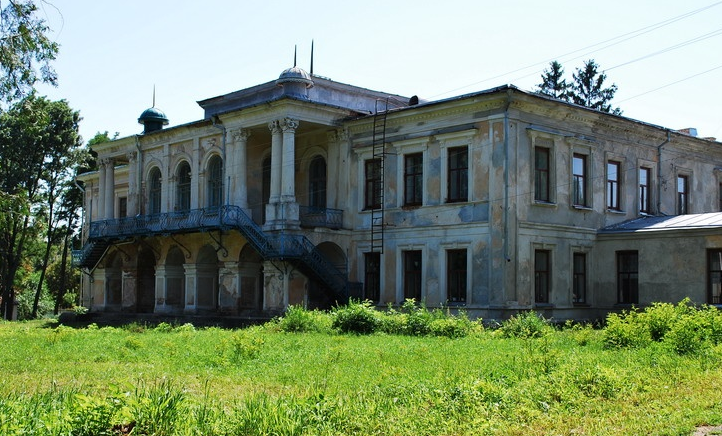
Палац Закревських

Працював у Полтаві з грудня 1834 року канцеляристом губернської креслярні, а від 1838 року — помічником архітектора у комісії, що зводила будинок кадетського корпусу. Першим проектом Євгена Червінського був палац Закревських у с. Березова Рудка, Прилуцького повіту, Полтавської губернії. Палац — двоповерхова будівля, збудована у 1838 році у стилі необароко.

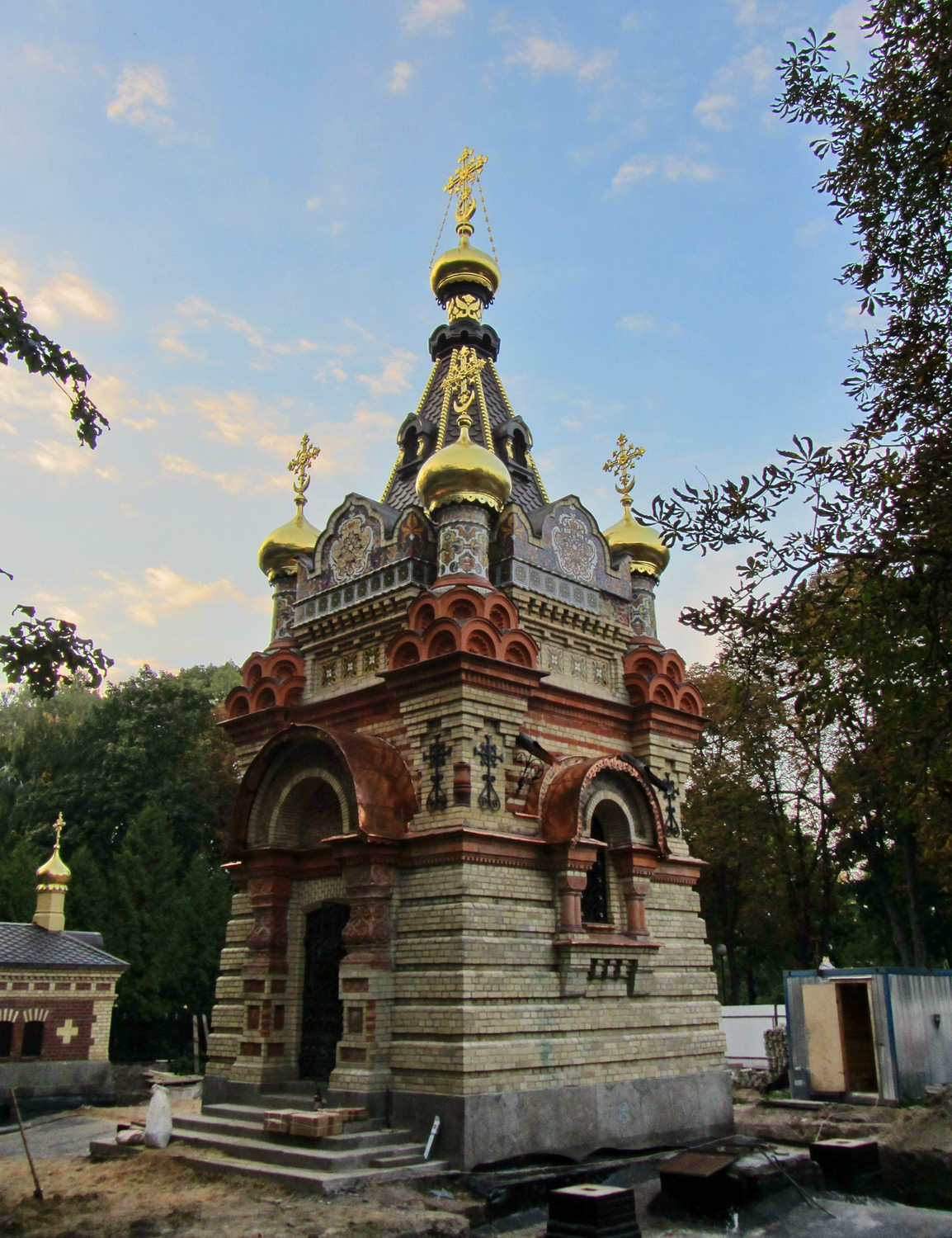
Поховальна каплиця Паскевичів

Фахову освіту отримав в Петербурзькій Академії мистецтв та у 1846 році, за проект будівлі дворянського зібрання, здобув звання вільного художника, а за чотири роки був визнаний «призначеним». У 1852 році, за виконання проекту приватного будинку для столиці, отримав звання — академік архітектури.
У середині XIX століття намагався відродити український національний стиль, збудувавши у 1854—1856 роках знаменитий «будинок для гостей» Григорія Ґалаґана у с. Лебединці. Цей будинок був виконаний на зразок хат козацької старшини часів Запорізької Січі. Будинок, як первісток нової української національної архітектури, мав напис на сволоці: «Дом сей сооружен для оживления предания о жизни предков в памяти потомков». Архітектуру будинку позитивно оцінив Тарас Шевченко. Будинок був знищений під час пожежі у 1917 році.
У 1866—1867 роках перебудував, у дусі неоросійського стильового напрямку, соборну церкву Святого Василя та збудував нову дзвіницю над бабинцем Святодухівського собору у Ромнах на Сумщині.
У 1870—1889 роках, під керівництвом Є. Червінського, у псевдоруському стилі біля гомельського Петропавлівського собору збудували поховальну каплицю для родини Паскевичів (проєкт створював у співавторстві з Олександром Пелем).